# Alexander Pur
Alexander Pur (31. ledna 1947 Praha – 19. listopadu 2011 Hradec Králové) byl český architekt působící zejména v Hradci Králové.

## Kariéra
V roce 1971 úspěšně vystudoval obor architektura na stavební fakultě ČVUT v Praze. O dva roky později přesídlil do Hradce Králové, kde se stal zaměstnancem tamního Stavoprojektu, v němž působil až do roku 1989. V letech 1974 až 1985 působil ve funkci zodpovědného projektanta. V roce 1985 se stal vedoucím projektantem ateliéru typizace, který vytvářel nové moduly panelových domů včetně tzv. Experimentu východní Čechy. Po sametové revoluci pokračoval v projektování v projekční kanceláři BOSA (jako společník) a ve vlastním Studiu AP.

## Dílo
V roce 1975 byl realizován jeho projekt na dům pro invalidy v Hradci Králové na sídlišti Moravské Předměstí. V následujících letech se podílel na tvorbě dalších bytových domů na tomto největším hradeckém sídlišti.
Z doby před rokem 1989 lze dále zmínit realizace domu Útvaru sboru nápravné výchovy ve Všehrdech (1980), požární zbrojnice v Hostinném či s architektkou Benešovou rekonstrukci Kodymova národního domu v Opočně (1983).
Vyprojektoval budovu Pojišťovny ministerstva vnitra ve Wonkově ulici v Hradci Králové. Společně s Bohumírem Prokopem se zasloužil o podobu budovy České pojišťovny na náměstí 28. října (dokončení 1994), která byla oceněna. Podílel se rovněž na bytových domech v ulici Na Střezině či na rekonstrukci a nástavbách panelových domů v Jungmannově ulici.
Podílel se na rekonstrukci Klicperova divadla i komorní pobočky divadla – divadelního studia Beseda (dokončeno 2007). Zanedbanou Besedu přetvořil na moderní divadelní sál ve stylu "black box" pro 130 osob. Je autorem rekonstrukce Národního domu v Hostinném.
Společně s architektem Pavlem Zadrobílkem připravil projekt rekonstrukce třídy Edvarda Beneše v Hradci Králové a vyhrál soutěž. Rekonstrukce proběhla po Purově smrti a dostala se do 2. kola soutěže Stavba roku 2015.

## Socha k nedožitým 70. narozeninám

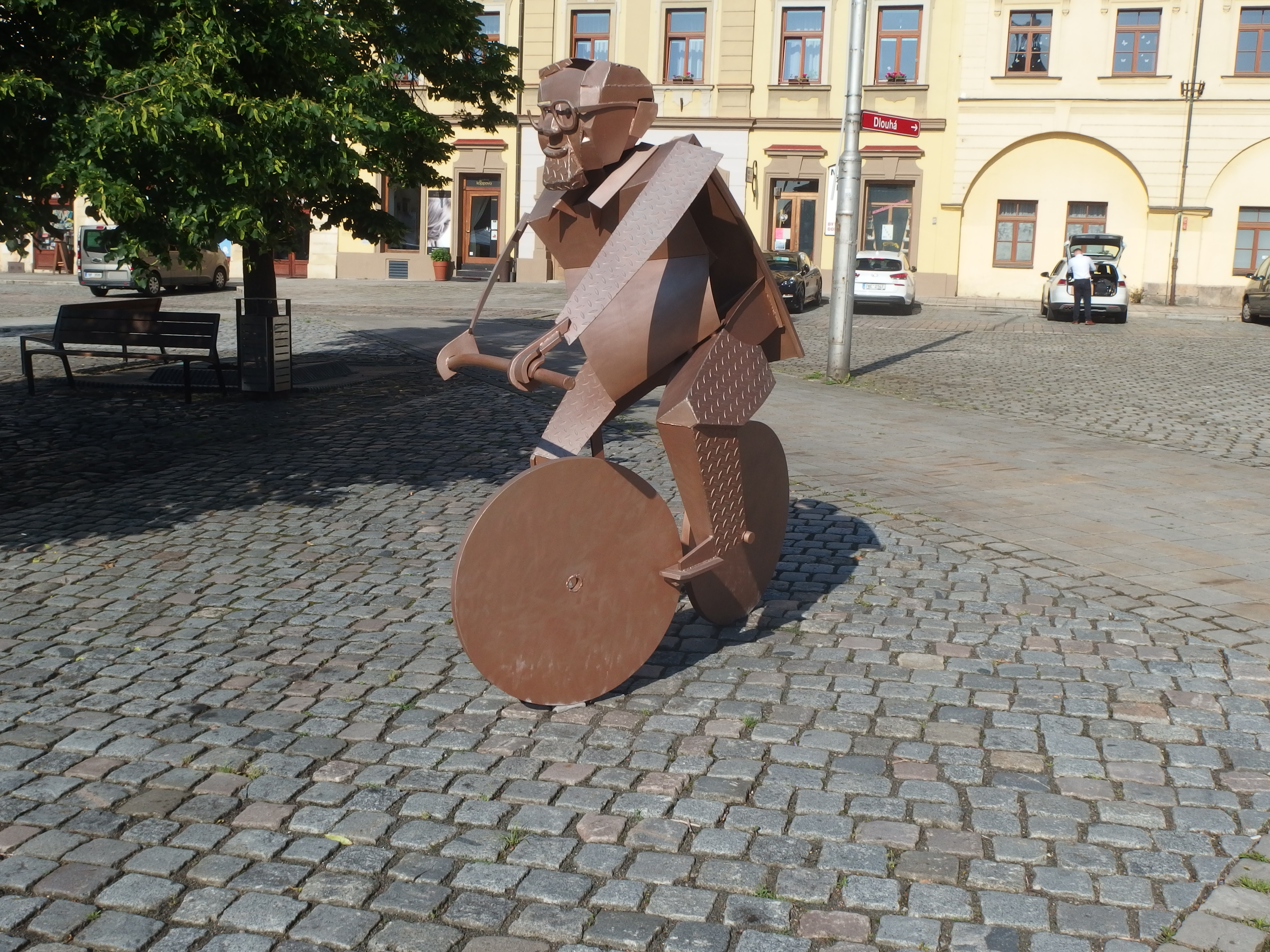
Purova socha na Malém náměstí

U příležitosti jeho nedožitých 70. narozenin byla v Hradci Králové na Malém náměstí odhalena jeho kovová socha na kole (jako cyklisty) od Tomáše Misíka. Umístění bylo zvoleno kvůli blízkosti Klicperova divadla a studia Beseda, na jejichž rekonstrukcích se podílel. Vybrané místo pro sochu je centrálním místem mezi těmito dvěma nedalekými lokalitami. Slavnostní odhalení sochy se konalo dne 29. ledna 2017. Podoba sochy byla vybrána bez veřejné soutěže městskou radou, což bylo částí opozice i veřejnosti kritizováno. Navíc se jedná o jedinou sochu architekta v Hradci Králové.

## Ocenění
Stavba České pojišťovny získala Čestné uznání za neobvyklé řešení vnitřních prostor se zřetelem ke statickému řešení schodiště a mistrovskému zvládnutí kamenických prací a skleněných fasád.
V architektonické soutěži Stavba roku Královéhradeckého kraje 2005 získala ocenění v kategorii Stavby občanské vybavenosti rekonstrukce hlediště Klicperova divadla, kterou Pur projektoval.
V rámci oceňování významných osobností města Hradce Králové obdržel in memoriam ocenění Primus Inter Pares 2011.

## Rodina
S manželkou Alexandrou, rozenou Šimovičovou, měl jednu dceru.